# Fikocijanin
Fikocijanin je pigmentni proteinski kompleks za prijem svetlosti, koji pripada porodici fikobiliproteina, zajedno sa alofikocijaninom i fikoerithrinom. To je dodatni pigment hlorofila.
Svi fikobiliproteini su rastvorljivi u vodi, tako da ne mogu postojati unutar membrane kao karotenoidi. Umesto toga, fikobiliproteini formiraju klastere koji se pridržavaju membrana zvanih fikobilisomi. Fikocijanin je karakteristično svjetlo plave boje, upijajući narandžasto i crveno svetlo, posebno oko 620  nm (zavisi o određenom tipu), i emituje fluorescentno, oko 650 nm (također u zavisnosti od tipa). Alofikocijanin upija i emitira više talasnih dužina od fikocijanina C ili fikocijanina R.
Fikocijanini se nalaze kod cijanobakterija (plavo-zelene alge). Imaju fluorescentne osobine koje se koriste u kompletima imunoanaliza. Naziv fikocijanin potiče od grčkoengleske rečenice grč. phyco = "alga" + eng. cyanin = boja cijan, što uobičajeno znači nijansu plavo-zelene (blizu "vodeno-plava"), a potiče iz grčkog "kyanos" = nešto drugačije boje: "tamno plava". Fikocijaninski proizvodi, u produkciji Aphanizomenon flos-Aquae i spirulina, se, na primer, koriste u industriji hrane i pića, kao prirodne boje agensa 'Lina Blue' i nalaze se u slatkišima i sladoledu.
Fikobiliproteini su građeni od dvije podjedinice (alfa i beta) i imaju proteinski oslonac na koji su kovalentno vezane 1-2 linearne tetrapirolne hromofore.
C-fikocijanin se često nalazi u cijanobakterija koji uspijevaju oko toplih izvora, jer mogu biti stabilne do oko 70 °C, sa identičnim spektroskopskim (svjetlo apsorbujućim) ponašanjem na 20 °C i 70 °C. Termofili sadrže malo drugačije sekvence aminokiselina, koje su stabilne pod tim uvjetima. Molekularna msa im je oko 30.000 Da.
Stabilnost ovog proteina in vitro na ovim temperaturama se pokazala kao znatno niža. Foto-spektralna analiza proteina nakon 1 min izlaganja uslovima do 65 °C u prečišćenom stanju pokazala je gubitak tercijarne strukture oko 50%.

## Pogledaj još
- Fitohrom

## Literatura
- Barsanti, L., & et al. (2008). Oddities and Curiosities in the Algal World. Media, 353-391.